# Kostel svatého Petra a Pavla (Mikulovice)
Kostel svatého Petra a Pavla je římskokatolický chrám v Mikulovicích v okrese Znojmo. Je chráněn jako kulturní památka České republiky.
Jde o jednolodní stavbu vystavěnou ve 3. čtvrtině 13. století. Patrně ve 14. století byla loď prodloužena západním směrem a dostavěno průčelí s věží. V 16. století byla stavba opatřena renesanční sgrafitovou rustikou. K rozsáhlé přestavbě došlo kolem roku 1766 - byla zaklenuta zeď, ke gotickému zdivu byly přistavěny slepé arkády a zvýšeno obvodové zdivo. V kostele byla prolomena nová okna, vznikl nový vchod a byla přistavěna sakristie. V roce 1794 byla nahrazena střecha věže nynějším jehlanem. V 19. století bylo postaveno nové schodiště na věž. Při opravách v letech 1979–1980 byly odkryty původní fasády apsidy a románské části lodi, vystavěné z řádkového zdiva. V apsidě, z vnějšku členěné lizénami, je v ose umístěné původní románské okno, další dvě jsou barokní. Dvě další, zpola zazděná okna románských tvarů jsou v severní části lodi. V jižní stěně lodi se dochoval původně pozdně románský ústupový portál s kamenným ostěním a hladkým tympánem bez reliéfní výzdoby.
Jde o farní kostel farnosti Mikulovice u Znojma. 